# 1928 no jornalismo
Nesta página encontrará referências aos acontecimentos directamente relacionados com o jornalismo ocorridos durante o ano de 1928.

## Eventos
- 7 de janeiro - Fundação do Grupo de Comunicação O Povo (Brasil).
- 7 de março - Publicada a primeira edição do Estado de Minas

## Nascimentos
| Data           | Nome              | Profissão                                 | Nacionalidade | Observações | Ref |
| -------------- | ----------------- | ----------------------------------------- | ------------- | ----------- | --- |
| 3 de fevereiro | Mino Milani       | jornalista, escritor e autor de fumetti   | Itália        |             |     |
| 1 de julho     | Júlio Delamare    | jornalista e locutor desportivo           | Brasil        | m. 1973     |     |
| 13 de outubro  | Murilo Melo Filho | advogado, jornalista e escritor           | Brasil        |             |     |
| 28 de outubro  | Ronaldo Bôscoli   | compositor, produtor musical e jornalista | Brasil        | m. 1994     |     |

## Mortes
| Data           | Nome                  | Profissão                       | Nacionalidade | Observações | Ref |
| -------------- | --------------------- | ------------------------------- | ------------- | ----------- | --- |
| 28 de janeiro  | Vicente Blasco Ibáñez | escritor, jornalista e político | Espanha       | n. 1867     |     |
| 13 de dezembro | Eduardo Guimarães     | escritor, tradutor e jornalista | Brasil        | n. 1892     |     |